# 12 Samodzielny Pułk Lotnictwa Sanitarnego
12 Samodzielny Pułk Lotnictwa Sanitarnego – oddział lotnictwa Wojska Polskiego istniejący w latach 1944–1945.

## Formowanie i zmiany organizacyjne
W listopadzie 1944 r. na lotnisku w Wólce Leszczyńskiej koło Chełma w skład Wojska Polskiego włączono radziecki 141 Samodzielny Pułk Lotnictwa Sanitarnego (141-й отдельный санитарный авиационный полк) dowodzony przez ppłk. Fiodora Pietrowa, który przemianowano na 12 Samodzielny Pułk Lotnictwa Sanitarnego. Jednocześnie zmieniono numer poczty polowej z „27834” na „83758”.
Pułk zorganizowano według radzieckiego etatu Nr 015/292 – санитарный авиаполк o stanie 204 osób. Zgodnie z etatem jednostka powinna posiadać 204 żołnierzy i 32 samoloty Po-2S (sanitarny). W grudniu 1944 r. w pułku pełniły służbę 183 osoby, w tym 30 pilotów, a na jego wyposażeniu znajdowało się 30 samolotów. W dniu 1 maja 1945 r. stan osobowy wzrósł do 193 osób, a samolotów zmalał do 28 (według Morgały tego dnia na ewidencji znajdowało się tylko 7 samolotów Po-2S).
Z dniem 18 grudnia 1944 r. pułk został podporządkowany szefowi Służby Zdrowia WP.
W lutym 1945 r. jednostkę przeniesiono do Otwocka, a w marcu do Złotowa. Miejsca postoju wyznaczano w rejonie rozwinięcia bazy szpitalnej 1 Armii WP. Od 21 kwietnia 1945 r. pułk wykonywał zadania na korzyść 2 Armii WP ewakuując z bazy szpitalnej armii w Ruszowie do bazy szpitalnej frontu w Poznaniu 1297 rannych żołnierzy.
W lipcu 1945 r. pułk został rozformowany.